# Nemzeti Bajnokság III 1941–1942
Nemzeti Bajnokság III 1941–1942 sau liga a treia maghiară sezonul 1941–1942, a fost al 28-lea sezon desfășurat în această competiție. 

## Istoric și format
Liga a treia a fost formată din 6 serii: 
- Alföld,
- Transdanubia Sud,
- Transdanubia Nord,
- De Sus,
- Matra și
- Harghita.

Doar în ultima au evoluat echipe românești.

## Seria Harghita
Echipele participante au fost din 8 orașe: 
- Cristuru Secuiesc: CA
- Gheorgheni: AS
- Miercurea Ciuc: AG
- Odorheiu Secuiesc: AG Hargita, Ciaba
- Reghin: AS Turul
- Sfântu Gheorghe: Textila, AS Corvinul
- Târgu Mureș: CS CNM, ASCFS, AS II,
- Târgu Secuiesc: AS Gábor Áron

Târgu Mureș, Odorheiu Secuiesc și Sfântu Gheorghe au avut mai mult de o echipă.
| Poz | Echipă                       | Pld | W  | D | L  | GF | GA | GD  | Pct |
| --- | ---------------------------- | --- | -- | - | -- | -- | -- | --- | --- |
| 1   | CS CNM Târgu Mureș* (C)      | 22  | 18 | 2 | 2  | 75 | 20 | +55 | 38  |
| 2   | ASCFS Târgu Mureș(P)         | 22  | 16 | 2 | 4  | 70 | 29 | +41 | 34  |
| 3   | AG Hargita Odorheiu Secuiesc | 22  | 16 | 2 | 4  | 48 | 22 | +26 | 34  |
| 4   | Textila Sfântu Gheorghe      | 22  | 12 | 2 | 8  | 44 | 48 | -4  | 26  |
| 5   | AS Târgu Mureș II            | 22  | 12 | 1 | 9  | 41 | 34 | +7  | 25  |
| 6   | AS Gheorgheni                | 22  | 11 | 2 | 9  | 45 | 35 | +10 | 24  |
| 7   | CA Cristuru Secuiesc         | 22  | 9  | 4 | 9  | 37 | 32 | +5  | 22  |
| 8   | Ciaba Odorheiu Secuiesc      | 22  | 8  | 3 | 11 | 29 | 49 | -20 | 19  |
| 9   | AS Gábor Áron Târgu Secuiesc | 22  | 6  | 4 | 12 | 35 | 36 | -1  | 16  |
| 10  | AS Turul Reghin              | 22  | 7  | 1 | 14 | 21 | 51 | -30 | 15  |
| 11  | AS Corvinul Sfântu Gheorghe  | 22  | 4  | 0 | 18 | 18 | 38 | -20 | 8   |
| 12  | AG Miercurea Ciuc            | 22  | 1  | 1 | 20 | 25 | 92 | -67 | 3   |

(C) Campioana CS CNM Târgu Mureș a promovat în NB II (a 2-a ligă maghiară).
* A început în ligă sub numele de AEFMC Târgu Mureș (Marosvásárhelyi PMTE) și și-a schimbat numele în timpul sezonului în CS CNM Târgu Mureș.
(P) ASCFS Târgu Mureș a promovat de asemenea în NB II (a 2-a ligă maghiară).
Surse:
"Sport national"/"Nemzeti Sport" 1942.07.09.

## Vezi și
- Prima ligă maghiară
- Liga a 2-a maghiară
- Prima ligă maghiară 1941–42
- Liga a 2-a Maghiară 1941–42
- Liga a 4-a Maghiară 1941–42
- Liga a 5-a Maghiară 1941–42